# Pallavolo ai XIII Giochi panamericani - Torneo femminile
Il XII campionato di pallavolo femminile ai Giochi panamericani si è svolto dal 23 luglio al 1º agosto 1999 a Winnipeg, in Canada, durante i XIII Giochi panamericani. Al torneo hanno partecipato 6 squadre nazionali nordamericane e sudamericane e la vittoria finale è andata per la terza volta a Brasile.

## Squadre partecipanti
- Brasile
- Canada
- Cuba
- Perù
- Rep. Dominicana
- Stati Uniti

## Fase finale

### Finali 1º e 3º posto
|  | 1º posto - 4º posto | 1º posto - 4º posto | 1º posto - 4º posto |      |         | 1º/2º posto     | 1º/2º posto     | 1º/2º posto |  |
|  |                     |                     |                     |      |         |                 |                 |             |  |
|  | Brasile             | Brasile             | 3                   |      |         |                 |                 |             |  |
|  | Brasile             | Brasile             | 3                   |      |         |                 |                 |             |  |
|  | Rep. Dominicana     | Rep. Dominicana     | 0                   |      |         |                 |                 |             |  |
|  | Rep. Dominicana     | Rep. Dominicana     | 0                   |      | Brasile | Brasile         | 3               |             |  |
|  |                     |                     |                     |      | Brasile | Brasile         | 3               |             |  |
|  |                     |                     | Cuba                | Cuba | 2       |                 |                 |             |  |
|  | Cuba                | Cuba                | Cuba                | Cuba | 2       | 3               |                 |             |  |
|  | Cuba                | Cuba                |                     |      |         | 3               |                 |             |  |
|  | Stati Uniti         | Stati Uniti         | 0                   |      |         | 3º/4º posto     | 3º/4º posto     | 3º/4º posto |  |
|  | Stati Uniti         | Stati Uniti         | 0                   |      |         |                 |                 |             |  |
|  |                     |                     |                     |      |         |                 |                 |             |  |
|  |                     |                     |                     |      |         | Rep. Dominicana | Rep. Dominicana | 0           |  |
|  |                     |                     |                     |      |         | Rep. Dominicana | Rep. Dominicana | 0           |  |
|  |                     |                     |                     |      |         | Stati Uniti     | Stati Uniti     | 3           |  |

## Classifica finale
| Classifica | Squadre         |
| ---------- | --------------- |
|            | Brasile         |
|            | Cuba            |
|            | Stati Uniti     |
| 4          | Rep. Dominicana |
| 5          | Canada          |
| 6          | Perù            |